# Therandros

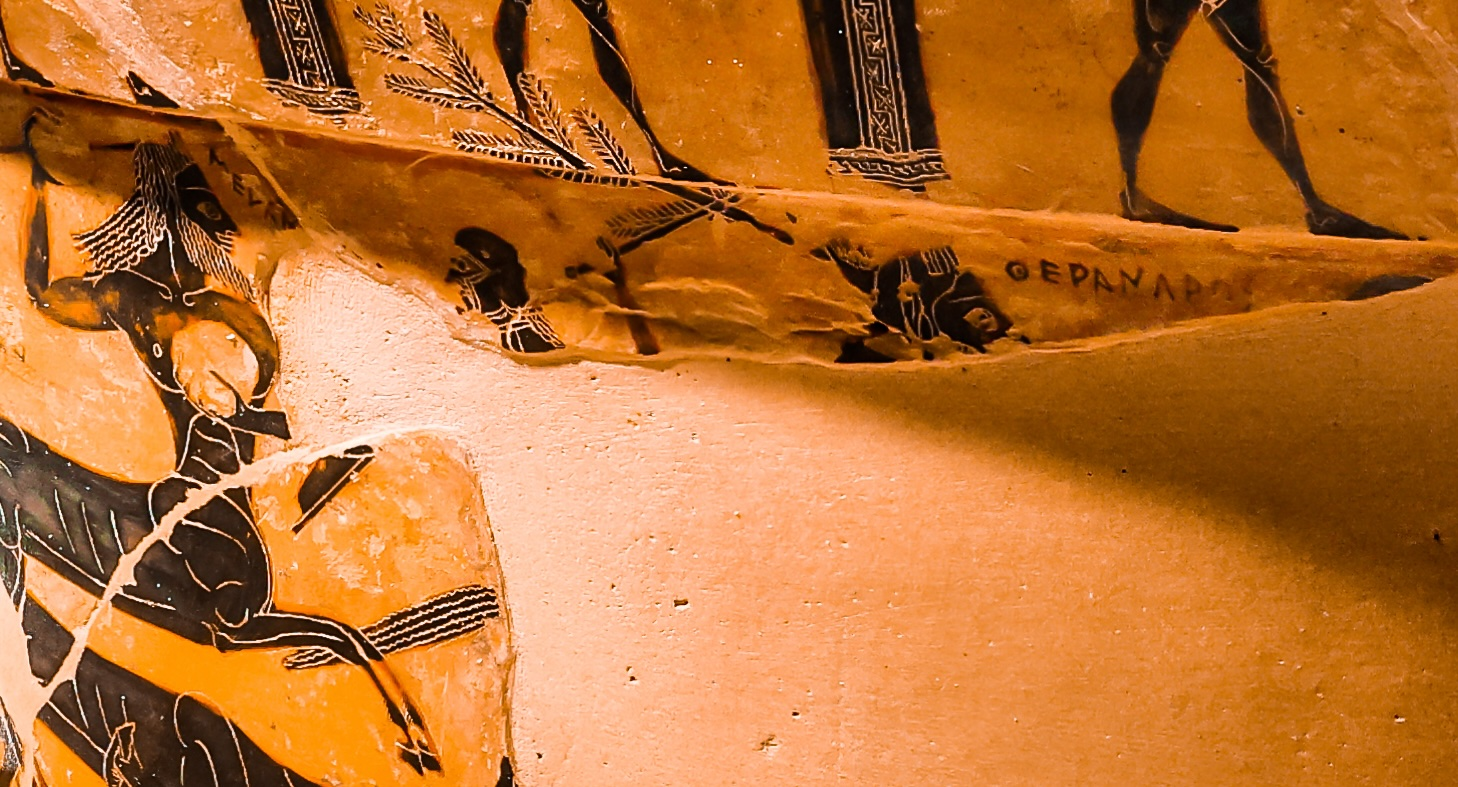
Françoisvase, 6. Jh. v. Chr., oben rechts der Name

Therandros, ist in der griechischen Mythologie ein Lapithe oder ein Kentaur, wobei einer von beiden in der Kentauromachie auf der Hochzeit des Peirithoos mitkämpft. Einzige Quelle ist eine namentliche Erwähnung auf der Françoisvase.

## Name
Der Name Therandros, auf der Vase in griechischen Majuskeln als ΘΕΡΑΝΛΡΟΣ, THERANLROS, zu erkennen (siehe Bild), ist wohl als ΘΕΡΑΝΔΡΟΣ, THERANDROS, zu lesen. In Minuskeln ergäbe sich dann ein θέρανδρος, Thérandros, lateinisch und deutsch mit abweichender Betonung Therándros oder Therándrus, da die vorletzte Silbe durch die drei Konsonanten ndr lang ist. Diskutiert werden auch andere Varianten: Θήρανδρος, Thḗrandros, Θέρρανδρος, Thérrandros, Θέρσανδρος, Thérsandros.
Die Übersetzung des Letzteren, Thers-andros, lautet bei Pape Kühne-mann (ἀνδρός, andrós, der Genitiv von ἀνήρ, anḗr, Mann), eine durchaus heroische Bedeutung, passend zu den Lapithen und zur Kentaurenschlacht. Ob der „kühne Mann“ seinem Namen gerecht wird, bleibt offen, da das dazugehörige Bild auf der Vase fehlt.

## Mythos
Da der Name weder von Hesiod, Ovid oder anderen antiken Autoren aufgenommen wurde, gibt es zu ihm keine Geschichte. In der Kentauromachie, in der die Lapithen gegen die sexuell übergriffigen Kentauren kämpfen, ist er dabei. Die namentliche Notiz des Therandros auf dem Vasenfries, der die Kentauromachie thematisiert, zusammen mit dem Rest eines Helms und Lanzenschaftes, legt die Vermutung nahe, dass es sich um einen Lapithen handelt, denn die Kentauren haben lange Haare, kämpfen ohne Helme und mit „primitiven“ Waffen, mit Ästen und Felsbrocken (siehe Bild).
Höfer und Schwenn favorisieren für den Namen einen Kentauren, siehe Literatur.